# ايفيليس فيليز
ايفيليس ميلارجو فيليز (من مواليد 21 سبتمبر 1987)  هي مصارعة محترفة من بورتوريكو  مشهورة بانها موقعة اتحاد لوتشا اندرجروند تحت اسم الحلبة ايفيليس ، حيث كانت تحمل بطولة لوتشا اندرجروند للفرق الثلاثية، مع سان اوف هافوك وانجليكو. تصارع فيليز أيضًا في الاتحادات المحلية المستقلة، وأبرزها في شاين ريسلينج، حيث كانت بطلة شاين سابقًا مرتين، وبطلة شاين للفرق سابقًا لمرة واحدة.
في عام 2011، ظهرت فيليز في برنامج دبليو دبليو اي تف انف، وهو برنامج واقعي أنتجته دبليو دبليو اي. لم تفز به، لكن الاتحاد وقع معها عقد تطوري. بين عامي 2011 و 2012 عملت فيليز تحت اسم الحلبة صوفيا كورتيز في WWE في اتحاد دبليو دبليو أي التدريبي بطولة فلوريدا للمصارعة وكذلك ان اكس تي.

## مهنة المصارعة المحترفين

### وظيفة مبكرة
بدأت فيليز التدريب لتكون مصارعة في الرابعة عشرة من عمرها، في بورتوريكو. بعد فترة وجيزة، ظهرت لأول مرة في اتحاد المصارعة البورتوريكي ورلد ريسلينج كونكيل ‏. الذي سمي في وقت لاحق انترناشونال ريسلينج اسوسياشين. بعد اكتساب الخبرة اللازمة، بدأت المصارعة في الولايات المتحدة، بدءاً من اتحادات شيكاغو المستقلة.

### دبليو دبليو أي

#### تاف انف (2011)
في مارس 2011، تم إعلان عن مشاركة فيليز كأحد المتسابقين الأربعة عشر للموسم الخامس من البرنامج. في حلقة 10 مايو، تم استبعادها من المنافسة بسبب إصابتها في الساق. بعد ذلك تم اقصائها، في 11 نوفمبر 2011، وقعت فيليز على عقد تطوير مع اتحاد دبليو دبليو اي.

#### بطولة فلوريدا للمصارعة (2011-2012)
وانتدبت إلى WWE في حينذاك اتحاد بطولة فلوريدا للمصارعة (FCW) كاتحاد تدريبي، وقدمت لها لأول مرة تحت اسم الحلبة صوفيا كورتيز في لFCW أحد عروض المنزل المحلية في نزال ستة نساء فرق مع كاميرون لين وأودري ماري لهزيمة كاي لي تيرنر، ليا ويست وراكيل دياز. ظهرت في عروض FCW على التلفزيون في حلقة 25 ديسمبر من FCW TV ، كفريق واحد مع تيرنر لهزيمة كاميرون لين وكيتلين. في حلقة 11 مارس 2011 من تلفزيون FCW ، شكلت كورتيز فريق مصارعات مكروهات يطلق عليهن ذي انتي ديفاز، يتكون من بايج وركيل دياز وبدان هجوم الثلاثي على اودري ماري. في الأسبوع التالي من FCW TV وكورتيز وبايج وخسرن أمام كيتلين وماري.

#### ان اكس تي (2012)
بعد فترة استحوذت شركة WWE علي اتحاد FCW وغيرت اسمه الي ان اكس تي. ظهرت كورتيز في أول عرض NXT في حلقة 4 يوليو من NXT ، المسجلة في جامعة فول سيل في أورلاندو ، فلوريدا، حيث هزمت بايج. في حلقة 25 يوليو 2012 من NXT ، هزم كورتيز من مصارعة WWE الرئيسية الديفا ناتاليا عن طريق العد الخارجي، لكنها تعرضت لهجوم بعد المباراة من ناتاليا. في أغسطس 2012، أعلنت فيليس أنها قد تم تسريحها من عقدها مع WWE. وشهدت مباراتها الأخيرة خسارتها أمام تامينا سنوكا، المسجلة قبل مغادرتها الدبليو دبليو أي.
خلال بودكاست مايو 2015 مع فينس روسو، أشارت فيليز إلى أن تقريرها لـبيل دي موت الادراي الذي من محتمل ان يكون قد طردها من WWE ، أنها كانت واحدة من أوائل من أبلغوا مجلس إدارة الاتحاد عن سوء معاملة الإداري
دي موت لهم.

### الاتحادات المستقلة (منذ 2012 حتى الآن)
في 4 أكتوبر 2012، لأول مرة فيليز ظهرت في اتحاد فاميلي ريسلينج انترنتينمينت (FWE) عرض باك 2 بروكلين، كضيف خاص مع بطلةWWE ديفاز السابقة ماريس أوليت. حولت فيليز نفسها لمكروهة وقامت بعمل برومو عن كراهيتها لـ «للمصارعات وبالاخص للديفاز» ومهمتها في الإدلاء ببيان. في وقت لاحق من هذا الحدث، هاجمت فيليز كاترينا ليا بعد أن هزمت هي وماريا كانليس من قبل فريق البيوتيفول بيبول (انجلينا لوف وفيلفت سكاي).
في ديسمبر 2012، تم الكشف عن فيليز كأحدث عضوة مصارعة في فريق Los Perros del Mal. ظهرت فيليز لأول مرة كممثلة للفريق في 1 يناير 2013، في حدث مستقل لاتحاد Perros del Mal ، حيث تعاونت مع كوسميكو وايتا لهزيمة سيليستال و فلاميتا و سيكسي ليدي ‏.  في 21 أبريل، هزمت فيليز أليسا فلاش لتفوز ببطولة PWR للسيدات.  في 11 مايو 2013، في مباراة الإعادة خسرت اللقب لصالح فلاش، التي يعمل الآن تحت اسم الحلبة تشيرليدير ميليسا.
في 4 أكتوبر 2014، هزمت فيليز ماريا كانيليس لتفوز ببطولة FWE للسيدات. ومع ذلك، خسرت اللقب في نفس الليلة أمام كانديس لاي ري.
ظهرت فيليز لأول مرة في اتحاد شاين في عرض Shine 5 في 16 نوفمبر 2012، حيث هزمتها أثينا. في عرض Shine 6 ، في 11 يناير 2013، فازت فيليز على سو يونغ. في وقت لاحق من تلك الليلة، تم الكشف عن تشكيل فالكيري المستقر، الذي يتكون من فيليز، رين، أليسين كاي، تايلور ميد ونيسان هنتر. في عرض Shine 8 في 23 مارس 2013، هزمت فيليز وبقية فريق فالكيري فريق اميزينج كونج وانجيلينا لوف وميا يم وكرستينا فون ايريه. في عرض Shine 9 يوم 19 أبريل، هزمت فيليز من قبل جاز في مباراة تأهيلية لبطولة شاين ‏. في 24 يناير 2014، هزمت فيليز رين لتفوز ببطولة شاين. بعد المباراة، انقلبت فالكيري على فيليز وقمن بطردها من الفريق. واصلت ايفيليس الدفاع عن البطولة والاحتفاظ بها بنجاح ضد أمثال جاز وليفا باتيس ومارسيديس مارتينز في عروض الدفع مقابل المشاهدة الخاصة باتحاد شاين وبغيرها من الاتحادات المستقلة الاخري. في عرض Shine 20 ، دافعت عن بطولتها ضد سيرينا ديب وواجهتها في مباراة مدتها ساعة واحدة. في 16 نوفمبر 2014، أثناء جولة الشركة الأم WWNLive لاتحاد شاين في الصين، خسرت فيليز بطولة شاين لصالح ميا يم.
في عرض Shine 30 في 2 أكتوبر 2015، عادت ايفيليس إلى شاين وهزمت ثانديركيتي. في عرض Shine 35 في 17 يونيو 2016، فازت ايفيليس ببطولة Shine للمرة الثانية بالفوز في مباراة رباعية تضم بطلة شاين تايلور ميد وبطلة اتحاد شيمير ماديسون اجيلز وبطلة التي ان ايه للنوك اوتس سايننا.

### اتحاد توتال نون ستوب اكشن ريسلينج (منذ 2012 حتي 2013)
في 11 أكتوبر 2012، أقامت فيليز مباراة تجريبية توتال نون ستوب اكشن ريسلينج (TNA)، متنافسة مع تارا حيث خسرت امامها.  في 24 فبراير 2013، تم الإبلاغ عن أن فيليز سوف تتنافس في احدي مباريات عروض تي ان ايه جات تشاك،  حيث هزمت ليد تابا في 28 فبراير 2013 من حلقة الامباكت ريسلينج . في حلقة 7 مارس من الامباكت ريسلينج، تم استبعاد ايفيليس من برنامج TNA Gut Check ، وبالتالي فشلت في الحصول على عقد مع الاتحاد.
عادت فيليز إلى TNA في عام 2013 في ون نايت اونلي: نوك اوتس نوك دون، حيث خسرت أمام ليد تابا. ظهرت أيضًا في تي ان ايه ون نايت اونلي: كأس العالم للمصارعة كجزء من فريق ايس اند ايتس، إلى جانب دي اوه سي ونوكس ومستر اندرسون وويس بريسكو. هزمت فيليز ميكي جيمس من فريق USA ، بمساعدة فريق ايس اند ايتس، للتقدم إلى النهائيات، حيث هزم فريق ايس اند ايتس من قبل فريق USA

### تربل ايه ولوتشا اندرجروند (منذ 2014 حتي 2019)
في 2014 وقعت ايفيلس عقد مع شركة تربل ايه المكسيكية وبموجب ذلك العقد كانت تصارع في اتحاد تربل ايه واتحاد تربل ايه الأمريكي لوتشا اندرجروند
و في 28 نوفمبر 2014، ظهرت فيليز لأول مرة في الاتحاد المكسيكي تربل ايه (AAA)، كفريق واحد مع فابي اباتشي لهزيمة سيكسي ستار وتايا. عملت فيليز في المباراة كمصارعة محبوبة أمام تايا، ممثلة فريق لوس بيروس ديل مال ، وهي كانت تمثل ذلك الفريق في يوم من الايام.
ظهرت فيليز لأول مرة في 5 نوفمبر 2014، حلقة من لوتشا اندرجروند ، تحت اسمها الحقيقي ايفيليس، كفريق واحد مع سان اوف هوفك حيث خسرا لصالح سيكسي ستارو تشافو جاريرو جونيور 
ايفيليس وهافوك وانجيليكو وواصلوا تشكيل تحالف، وفي 8 فبراير 2015، فاز الثلاثي ببطولة ليصبح أول بطل لوتشا اندرجروند للفرق الثلاثية. في حلقة 18 فبراير من لوتشا اندرجروند  ، كسبت ايفيلس أول فوز فردي لها ضد انجيليكو. خلال فترة حمل ايفيليس وهافوك وانجيليكو البطولات، دافعوا عن اللقب بنجاح ضد ذا كرو (كورتيز وكاسترو وبيل) في مباراة سلم في حلقة 20 مايو من لوتشا اندرجروند ،  وضد كيدج، ديل افار ديفاري و بيج ريك في حلقة 3 يونيو، على الرغم من معاناة ايفيليس من إصابة شرعية في القدم. في 29 يوليو، في أولتيما لوتشا، الجزء الأول ، خسروا البطولات أمام فريق تلاميذ الموت (باريو نيغرو، تريس وإل سينسترو دي لا مويرتي)، بسبب تدخل كاترينا.
في العرض الأول لموسم الثاني من لوتشا اندرجروند في 27 يناير 2016، هزمت ايفيليس سان اوف هافوك وانجيليكو ليفوز بمباراة علي بطولة لوتشا اندرجروند ضد ميل مورتيس، لكنها فشلت في الحصول على البطولة. في التيما لوتشا دوس الجزء 3 ، كلفت كاترينا ايفيليس مباراتها ضد تايا ومن ثم اعطائها حركة Lick of Death إلى ايفيليس. في الحلقة الأولى من الموسم الثالثلوتشا اندرجروند ، تحدى ايفيليس كاترينا لمباراة في لوتشا اندرجروند في التيما لوتشا تريس . في الجزء 2 من التيما لوتشا تريس، هزمت ايفيليس كاترينا.
في يناير 2019، صرحت فيليز أن شركة لوتشا اندرجروند لن تسرحها من عقدها على الرغم من عدم وجود خطط ثابتة لموسم جديد، وأنها كانت تحاول ان تطلب من الشركة ان تسرحها من عقدها لأكثر من عام. تم تسريحها رسمي في 26 مارس 2019. 

## وسائل الإعلام الأخرى
ظهرت فيليز في حلقة من سبايك نايتمير تاتو.

## دعوى جماعية ضد اتحاد لوتشا اندرجروند
في 6 فبراير 2019، تم الإبلاغ عن أن ايفيليس والعاهة جوي ريان وثاندر روز وخورج لويس (ايل هيخو دي فانتزما \ كينج كويرنو) رفعوا دعوى جماعية في كاليفورنيا ضد شبكة ايل راي و Baba-G production والشركات المالكة لاتحاد لوتشا اندرجروند. ادعت المجموعة أن عقودهم مع اتحاد لوتشا اندرجروند الخاصة بهم ليست قانونية بموجب قانون ولاية كاليفورنيا، مما يحد بشكل غير عادل من قدرتهم على العمل في مهنتهم المختارة وتم الحكم بتسريحهم من عقودهم. 

## البطولات والإنجازات
- اتحاد فاميلي ريسلينج انترتينمينت
  - بطولة FWE للسيدات (مرة واحدة) [44]
- لوتشا اندرجروند
  - بطولة لوتشا اندرجروند للفرق الثلاثية (مرتين) - مع أنجيليكو سان اوف هافوك [33]
  - بطولة دوري لوتشا اندرجروند للفرق الثلاثية (2015) - مع أنجيليكو وسان اوف هافوك [45]
- اتحاد برو تشامبيون شيب ريسلينج
  - بطولة PCW للسيدات (مرتين)
- قائمة مجلة PWI
  - احتلت المرتبة رقم 7 من أفضل 50 مصارعة فردية في قائمة PWI عام 2014 [46]
- برو ريسلينج ريفيلوشين 
  - بطولة PWR للسيدات (مرة واحدة) [22]
- شاين ريسلينج 
  - بطولة شاين (مرتين) [25] [28]
  - بطولة شاين للفرق (مرة واحدة) - مع مرسيدس مارتينيز [47]
- رابطة المصارعة العالمية
  - بطولة WWL Goddess (مرة واحدة)
- ريسلينج سوبر ستار
  - بطولة ريسلينج سوبرستار للسيدات (مرة واحدة، حاليًا) [48]
- ألقاب أخرى
  - بطولة اتحاد VWAA للسيدات (3 مرات)

- مصارعة المحترفين في بورتوريكو

## روابط خارجية
- ايفيليس فيليز على موقع IMDb (الإنجليزية)
- ايفيليس فيليز على موقع قاعدة بيانات الفيلم (الإنجليزية)
- ايفيليس فيليز على موقع WrestlingData.com (الإنجليزية)
- ايفيليس فيليز على موقع CageMatch worker (الإنجليزية)
- ايفيليس فيليز على موقع قاعدة بيانات المصارعة على الإنترنت (الإنجليزية)
- ايفيليس فيليز على موقع عالم المصارعة على الإنترنت (الإنجليزية)
- ايفيليس فيليز على موقع عالم المصارعة على الإنترنت (الإنجليزية)

- ملف تعريف FCW (أرشيف)
- ملف تعريف Cagematch (بالألمانية)

- ايفيليس فيليز في قاعدة بيانات الأفلام على الإنترنت